# Gymnodia trimaculata
Gymnodia trimaculata är en tvåvingeart som först beskrevs av Stein 1914.  Gymnodia trimaculata ingår i släktet Gymnodia och familjen husflugor. Inga underarter finns listade i Catalogue of Life.